# کریمل
کریمل (به آلمانی: Krimml) یک منطقهٔ مسکونی در اتریش است که در ناحیه تسل آم زه واقع شده‌است. کریمل ۱۶۹٫۲۱ کیلومتر مربع مساحت دارد ۱٬۰۶۷ متر بالاتر از سطح دریا واقع شده‌است.